# Porte de la Chapelle (métro de Paris)
Pour les articles homonymes, voir La Chapelle.
Porte de la Chapelle est une station de la ligne 12 du métro de Paris, située dans le 18e arrondissement de Paris. Depuis son ouverture en 1916, c'était historiquement le terminus nord de la ligne précitée, jusqu'à la mise en service du prolongement de celle-ci à Front populaire fin 2012.

## Situation
La station est implantée à la limite administrative entre le quartier de la Goutte-d'Or à l'ouest et le quartier de la Chapelle à l'est, non loin de leurs limites respectives avec la commune de Saint-Denis. Elle se trouve sous l'extrémité nord de la rue de la Chapelle au sud de son débouché sur la porte éponyme, les quais étant établis à hauteur du croisement avec le passage du Gué et la rue du Pré.
Orientée selon un axe nord-sud, elle s'intercale entre les stations Front populaire et Marx Dormoy. De par son ancien statut de terminus, elle est précédée d'une ancienne voie sur fosse raccordée en talon à la voie en direction de Mairie d'Issy. Vestige de l'ancien tiroir de retournement, ce petit atelier est devenu une simple voie d'évitement à la suite de la création d'une nouveau poste de visite dans l'avant-gare de l'actuel terminus de Mairie d'Aubervilliers, inauguré le 31 mai 2022.
Le viaduc de la future liaison ferroviaire CDG Express, reliant la gare de Paris-Est à la gare de l'aéroport Charles-de-Gaulle 2 TGV, passera à proximité de la station sans toutefois la desservir.

## Histoire

### Mise en service et évolutions de desserte
La station est ouverte le 23 août 1916, en pleine Première Guerre mondiale, avec la mise en service du dernier prolongement de la ligne A de la Société du chemin de fer électrique souterrain Nord-Sud de Paris (dite Nord-Sud), dont elle constitue alors le nouveau terminus nord (depuis Porte de Versailles) en remplacement du terminus précédent de Jules Joffrin qui assurait ce rôle à titre provisoire.
Le 27 mars 1931, la ligne A devient l'actuelle ligne 12 du métro à la suite de l'absorption de la société du Nord-Sud le 1er janvier 1930 par sa concurrente, la Compagnie du chemin de fer métropolitain de Paris (dite CMP), qui gère la concession de l'essentiel des autres lignes du réseau.
Jusqu'au 23 juillet 1934, une correspondance par la voie publique était possible avec l'ancienne gare de La Chapelle-Saint-Denis, située sur la ligne de Petite Ceinture et également reliée à la gare de Nord-Ceinture, desservie quant à elle par la ligne de Paris-Nord à Lille et disparue depuis.
Le 18 décembre 2012, la station perd sa fonction de terminus avec l'inauguration du prolongement de la ligne 12 jusqu'à Front populaire, et devient dorénavant une simple station de passage tout en offrant une nouvelle connexion avec la ligne 3b du tramway, inaugurée le 15 décembre précédent, dont elle constitue le terminus à son tour jusqu'à son extension à la porte d'Asnières le 24 novembre 2018.

### Origine des noms
La station doit sa dénomination à sa proximité avec la porte de la Chapelle, ainsi nommée parce qu'elle faisait suite à la rue de la Chapelle, ex-Grand-Rue de l'ancienne commune de La Chapelle. Celle-ci, baptisée d'après une ancienne chapelle dédiée à sainte Geneviève, a donné son appellation à l'actuel quartier de la Chapelle ainsi qu'à la station de métro La Chapelle, située sur la ligne 2.
Le nom de la station figure en entier sur la céramique entre les anciens cadres publicitaires, mais la faïence surmontant ces derniers n'incorpore que le toponyme de La Chapelle par manque d'espace.
La station porte comme sous-titre Saint-Denis, lequel a plusieurs origines possibles :
- le nom complet de la porte de la Chapelle se trouve être Porte de la Chapelle-Saint-Denis ;
- l'ancienne commune de La Chapelle a été absorbée en 1860, majoritairement par Paris (donnant son nom à l'actuel quartier de la Chapelle) et secondairement par Saint-Denis ; ce village était parfois appelé La Chapelle Saint-Denis de par son appartenance à l'abbaye de Saint-Denis ;
- l'ancienne gare de La Chapelle-Saint-Denis, sur la ligne de Petite Ceinture, était située à proximité de la station, non loin de l'actuel point d'arrêt de la ligne 3b du tramway, et offrait également une correspondance avec l'ancienne gare de Nord-Ceinture, établie quant à elle sur la ligne de Paris-Nord à Lille qui donnait elle-même accès à la ville de Saint-Denis ;
- cette dernière commune, limitrophe de Paris, est desservie à distance par la station de métro.

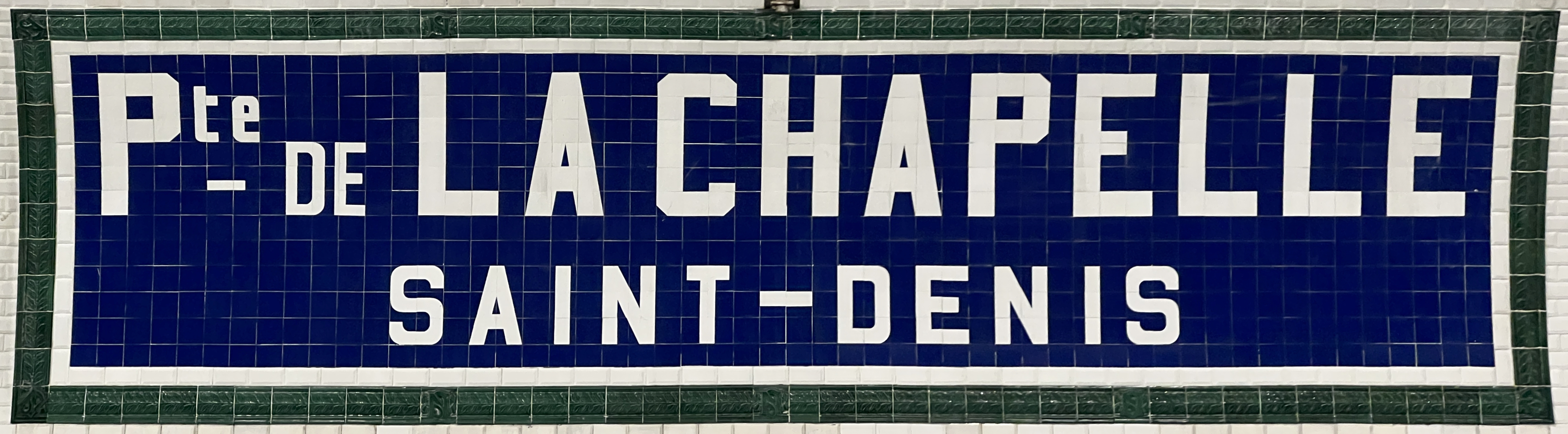
Céramique murale intégrant le nom de la station avec son sous-titre.

Ce sous-titre est repris sur les faïences des quais, ce qui constitue un cas unique pour une station décorée dans le style « Nord-Sud », mais n'est cependant pas mentionné sur les plans compte tenu de la desserte plus directe de la ville de Saint-Denis par la branche nord-est de la ligne 13 (aux stations comprises entre Carrefour Pleyel et le terminus de Saint-Denis - Université).

### Modernisations
Les accès originels de la station étaient initialement agrémentés de balustrades en céramique et en fer forgé, selon le style décoratif caractéristique de l'ancienne société du Nord-Sud. Dans les années 1930, celle de l'accès no 1 est remplacée par une ferronnerie d'aspect plus sobre dans le style Dervaux (qui sera reconduit en 2013 aux nouveaux accès ouverts au sud de la station), tandis que l'entourage de l'accès no 2 laisse place quelques décennies plus tard à un modèle de facture plus simple encore, en acier peint en vert, apparu après la Seconde Guerre mondiale.
Vers la fin des années 1960, les couloirs voient leur carreaux en céramique blancs biseautés et faïences vertes de style « Nord-Sud » remplacées par du carrelage beige biseauté également, posé verticalement et aligné en colonnes, que l'on retrouve encore aujourd'hui aux stations Porte de Bagnolet et Gallieni sur la ligne 3, ainsi qu'à Kléber sur la ligne 6, et qui a également existé jusqu'en 2007 à la station Gambetta, toujours sur la ligne 3.
Dans le cadre de l'extension de la ligne 12 jusqu'à Front populaire, l'arrière-gare de la station est partiellement remodelée avec le retrait d'une voie en direction du nord, ce qui permet de décaler légèrement la voie mitoyenne, dorénavant empruntée par les rames à destination du nouveau terminus. Ce chantier nécessite alors la fermeture de l'extrémité nord de la ligne depuis la station Jules Joffrin, du 30 juillet au 28 août 2012.
À la suite de l'arrivée du tramway T3b à la porte de la Chapelle et du prolongement de la ligne 12 jusqu'à Front populaire, intervenus respectivement les 15 et 18 décembre 2012, deux nouvelles bouches d'accès sont mis en service le 29 novembre 2013 au sud de la station. Destinées à améliorer la desserte du quartier autour du rond-point de la Chapelle (actuelle place du Professeur-Muhammad-Yunus), elles permettent de délester les sorties principales en créant une issue depuis l'extrémité sud des quais, en impasse jusqu'alors. En parallèle, les couloirs existants font l'objet d'une seconde rénovation dans le cadre du programme « Un métro + beau » de la RATP, ce qui entraîne la disparition du carrelage beige biseauté au profit d'une restitution des carreaux blancs et faïences « Nord-Sud » de couleur verte. Ces derniers travaux de modernisation s'achèvent le 30 juin 2014.
Du 2 au 8 août 2023, trois appareils de voie en amont et en aval de la station sont supprimés, cette opération imposant la fermeture de la ligne 12 entre les stations Front populaire et Jules Joffrin pendant toute la durée des travaux. Ce chantier entraîne alors la neutralisation définitive de la voie de garage centrale (dite voie Z), vouée à disparaître afin de permettre la création d'ascenseurs sur les quais à l'horizon 2030, dans l'objectif de rendre la station accessible aux personnes à mobilité réduite. Ainsi, la voie précitée est déposée à l'automne 2023, puis recouverte d'une dalle en béton armé courant 2024. Son ballast est réutilisé afin de combler la fosse de visite de la voie d'évitement située dans l'ancien tiroir de retournement, trop exiguë et dont l'activité est reportée depuis 2022 dans un nouveau poste de petite révision, situé dans l'avant-gare de l'actuel terminus de Mairie d'Aubervilliers.
La fusion des deux quais, effective dès l'été 2024, s'accompagne d'une campagne publicitaire mettant les Jeux olympiques d'été de 2024 à l'honneur, dont certaines épreuves prennent place au sein du nouvel Arena Porte de la Chapelle, inauguré à proximité de la station. De vaste autocollants sur fond rose clair et violet sont ainsi collés au sol, tandis que des affiches aux mêmes teintes sont disposées aux emplacements des anciens cadres publicitaires sur les piédroits, remplaçant alors les photographies dédiées à la ligne 12 du métro qui y étaient exposées à la manière de cartes postales. Des travaux d'injection dans les maçonneries de la station sont également réalisés de mai à juin 2025.

Ancienne configuration des quais
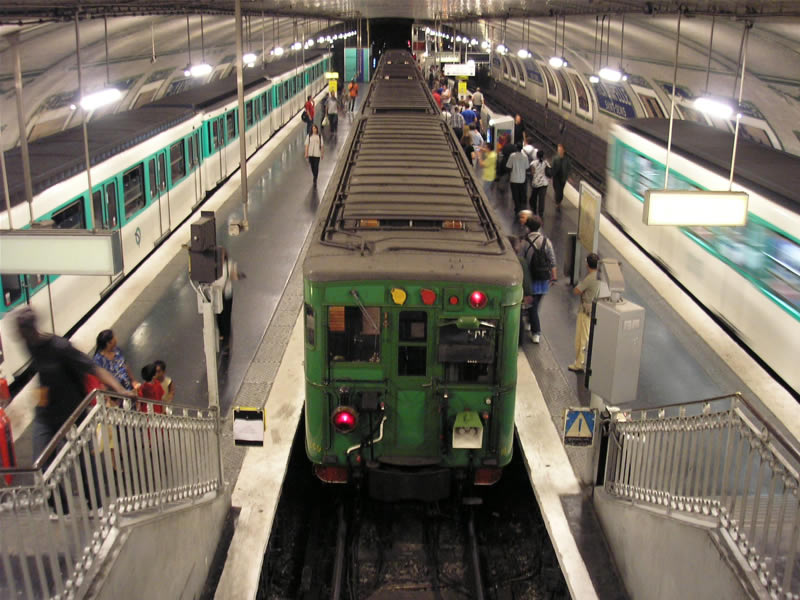
Arrêt d'une ancienne rame Sprague-Thomson lors d'une circulation spéciale en 2006.
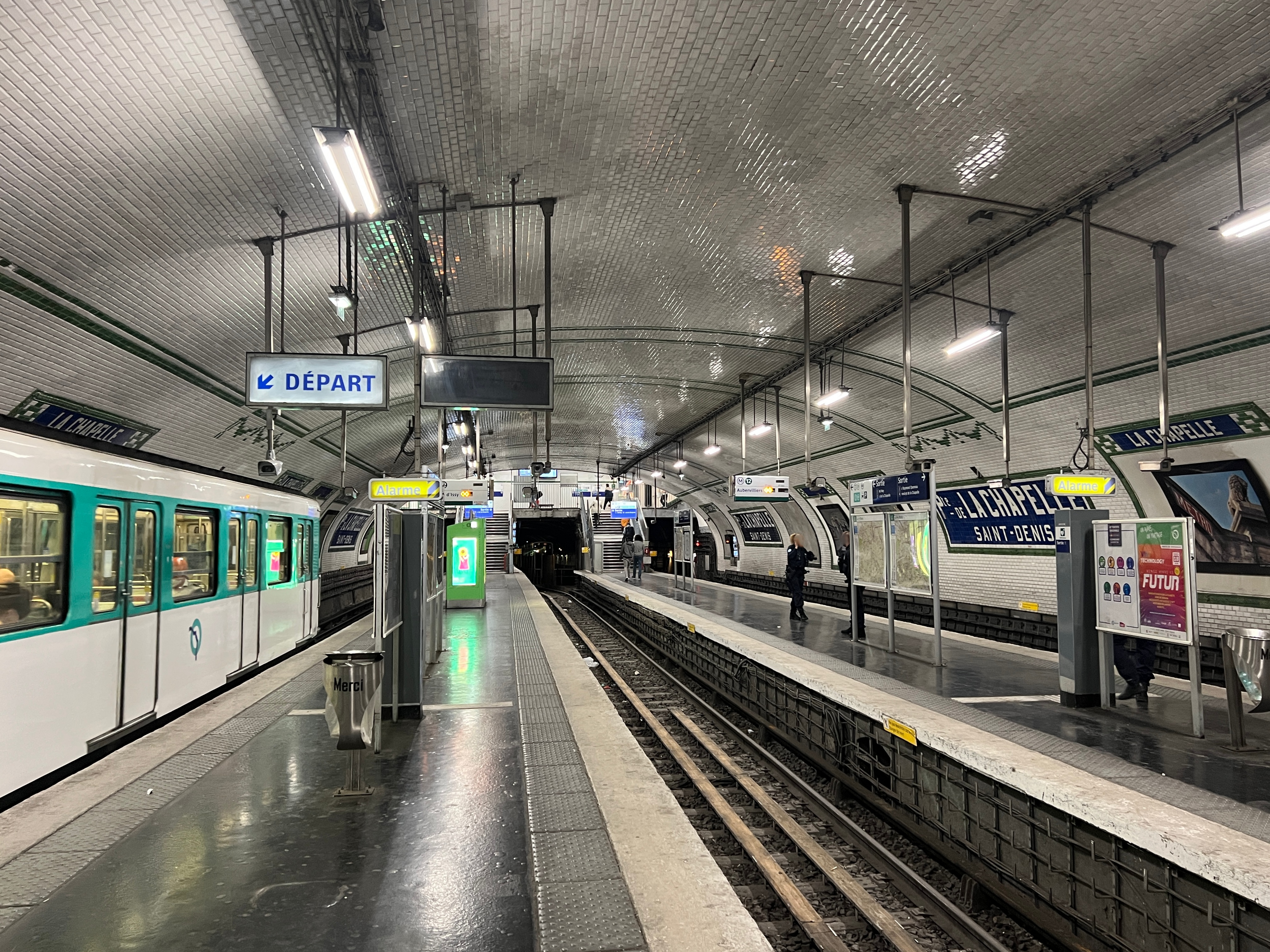
Vue des quais en 2022 avant le comblement de la voie centrale, disparue depuis 2024.
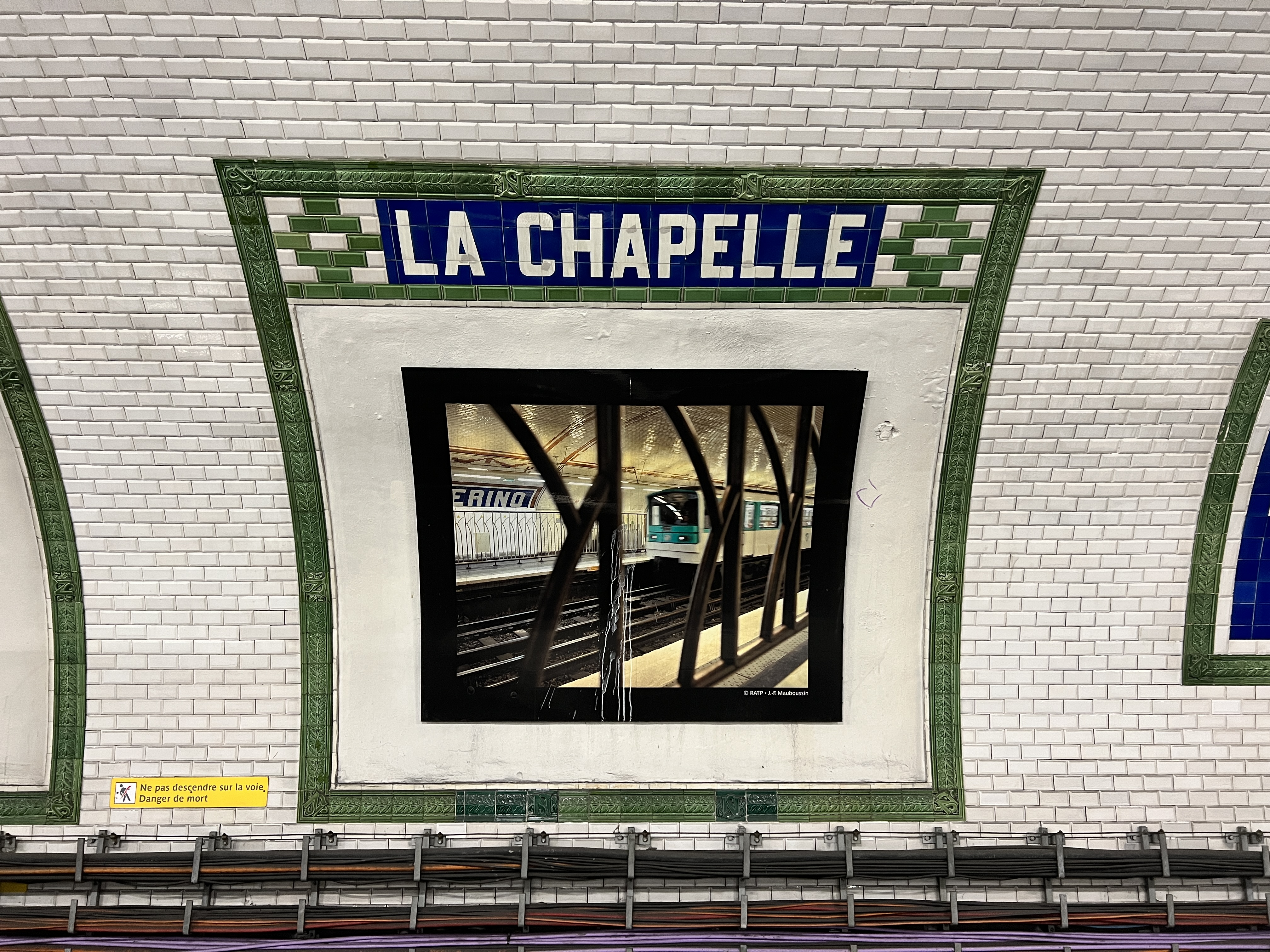
Photo d'archive de la station Solférino (ligne 12), exposée sur l'un des piédroits latéraux.

### Fréquentation
Selon les estimations de la RATP, la station a vu entrer 2 379 751 voyageurs en 2019, ce qui la place à la 216e position des stations du métro de Paris pour sa fréquentation sur 302,. En 2020, avec la crise du Covid-19, son trafic annuel tombe à 1 276 901 voyageurs, la classant alors au 201e rang, avant de remonter progressivement en 2021 avec 1 866 281 entrants comptabilisés, ce qui la place à la 193e position des stations du réseau pour sa fréquentation cette année-là.
D'après une enquête menée par les services d'Île-de-France Mobilités sur le comportement des voyageurs, Porte de la Chapelle se situe au troisième rang des stations du métro de Paris où le taux de fraude total en semaine est le plus élevé, avec 15,1 % d'usagers sans titre de transport valide en 2024, ce qui la classe derrière les stations Château Rouge sur la ligne 4 et Aimé Césaire sur la ligne 12. L'enquête précitée, rendue publique en février 2025 par la présidente de la région Valérie Pécresse, révèle que les dix stations de métro les plus touchées par ce phénomène se situent majoritairement sur les lignes 4, 12 et 13, dans des quartiers défavorisés du nord de Paris et de la banlieue limitrophe où se concentre une population précaire.
De par sa proximité avec la « colline du crack » (l'un des principaux épicentres de la crise du crack à Paris), la station est historiquement l'une des plus impactées par le phénomène de la consommation de drogue dans le métro de Paris, avec les deux stations suivantes de la ligne 12, Marx Dormoy et Marcadet - Poissonniers. Durant l'hiver 2018, cette situation jugée anxiogène amène certains conducteurs à ne plus desservir les stations précitées pour leur sécurité et celle des voyageurs à bord des rames, lorsqu'ils constatent d'importants attroupements de toxicomanes sur les quais.

## Services aux voyageurs

### Accès
La station dispose de quatre accès répartis en cinq bouches de métro, disposées de part et d'autre de la rue de la Chapelle :
- l'accès no 1, « Boulevard Ney », constitué d'un escalier fixe, débouchant au droit du no 91 de la rue de la Chapelle, face à la tour La Sablière ;
- l'accès no 2, « Rue de la Chapelle », constitué d'un escalier fixe doublé d'un escalier mécanique montant, se trouvant au niveau de la tour Super Chapelle, située au no 100 de la rue précitée ;
- l'accès no 3, « Rue Raymond-Queneau », mis en service le 29 novembre 2013[2], comprenant un escalier fixe ainsi qu'un ascenseur établis respectivement au droit des nos 86 et 88 de la rue de la Chapelle ;
- l'accès no 4, « Rond-Point de la Chapelle », également inauguré le 29 novembre 2013, débouchant face au no 73 de la rue de la Chapelle.

Les trémies d'escaliers des accès no 1, 3 et 4 sont agrémentées d'une balustrade et d'un candélabre en fer forgé dans le style Dervaux des années 1930 (ce qui constitue toutefois une décoration anachronique pour les deux dernières entrées précitées, ouvertes au public dans les années 2010), tandis que l'accès no 2 dispose d'un entourage en pierre et en acier peint en vert, complété d'un mât avec un « M » jaune inscrit dans un cercle.

Accès à la station
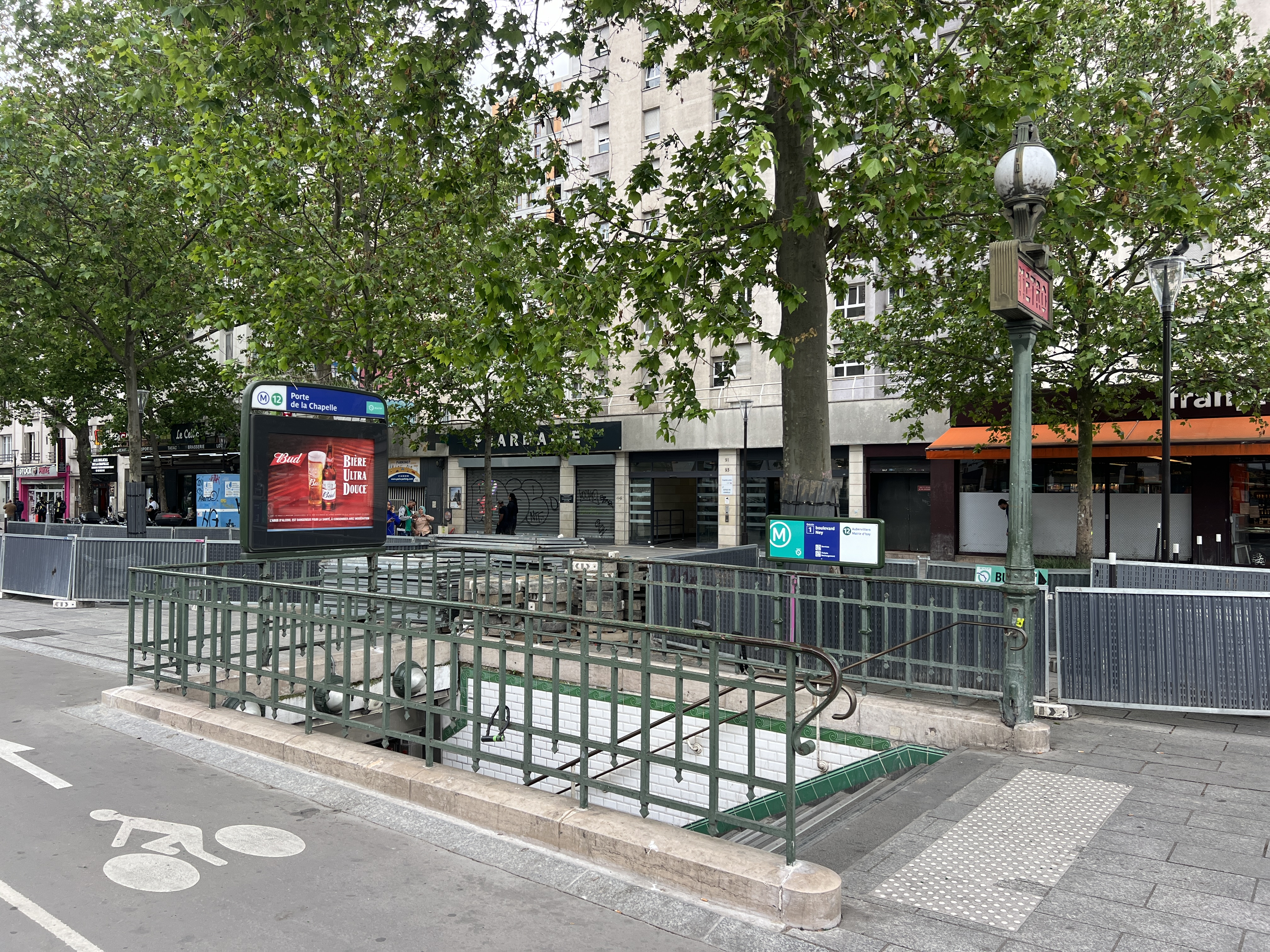
L'accès no 1, « Boulevard Ney ».
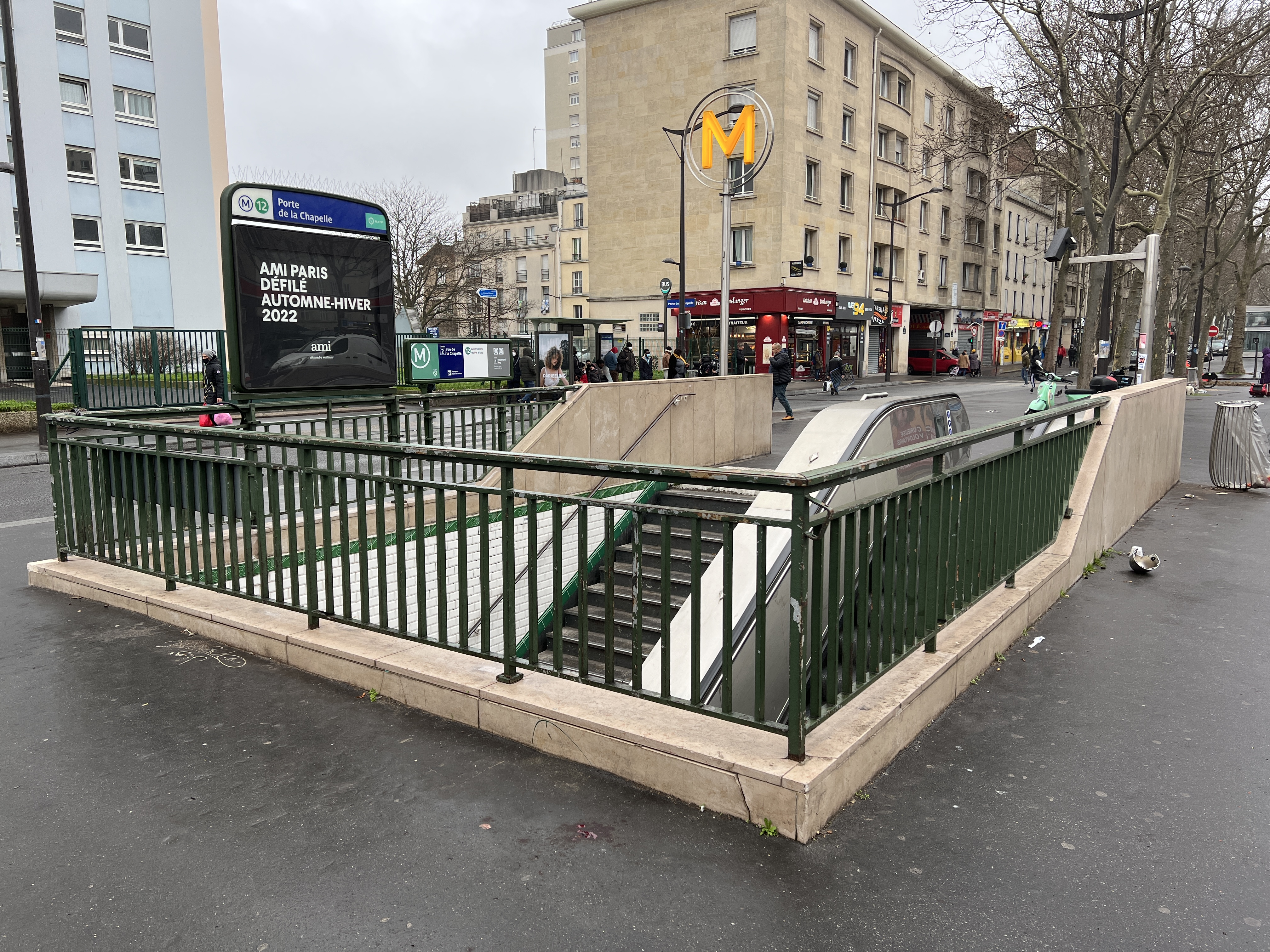
L'accès no 2, « Rue de la Chapelle ».
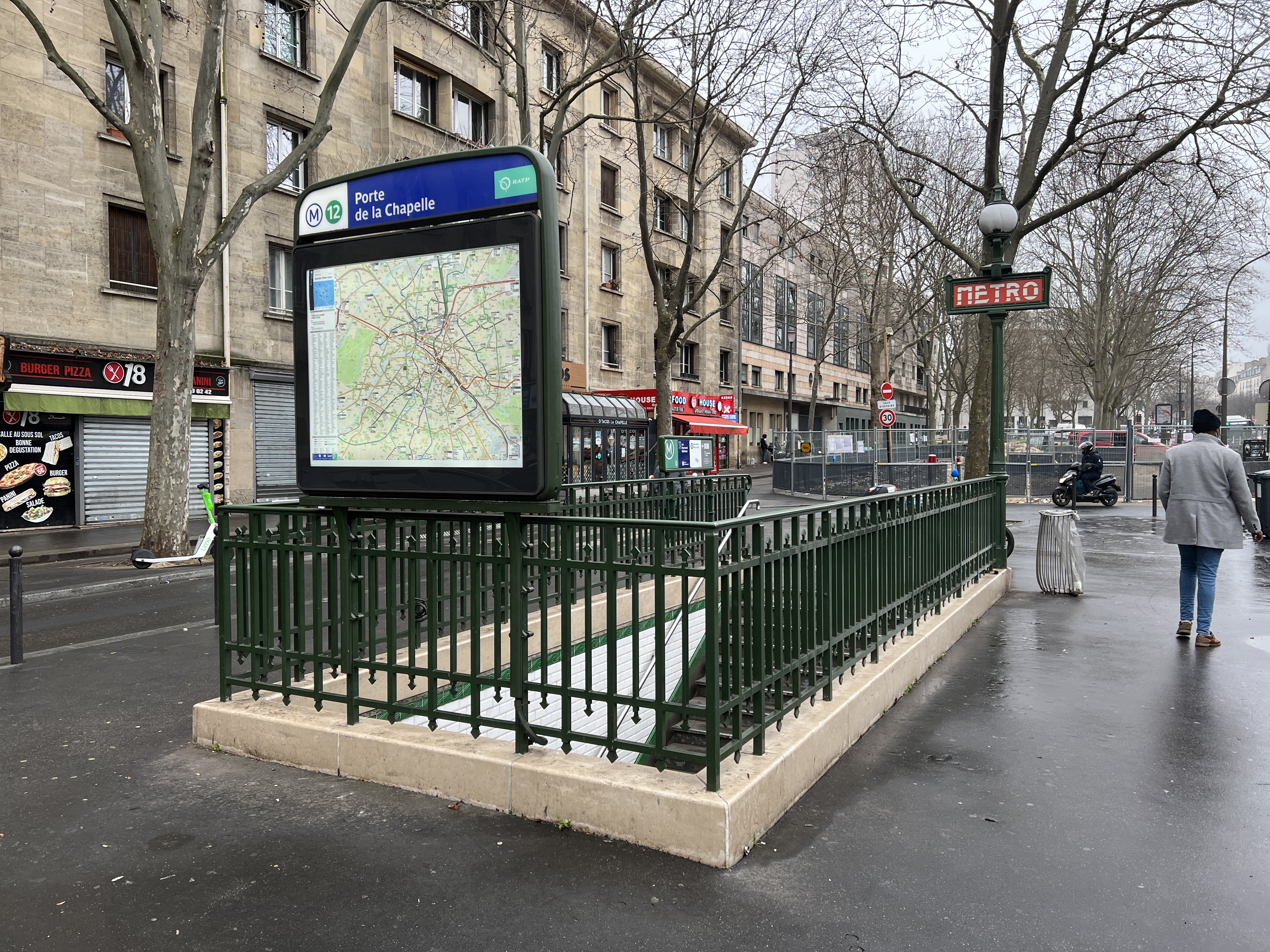
L'accès no 3, « Rue Raymond-Queneau ».
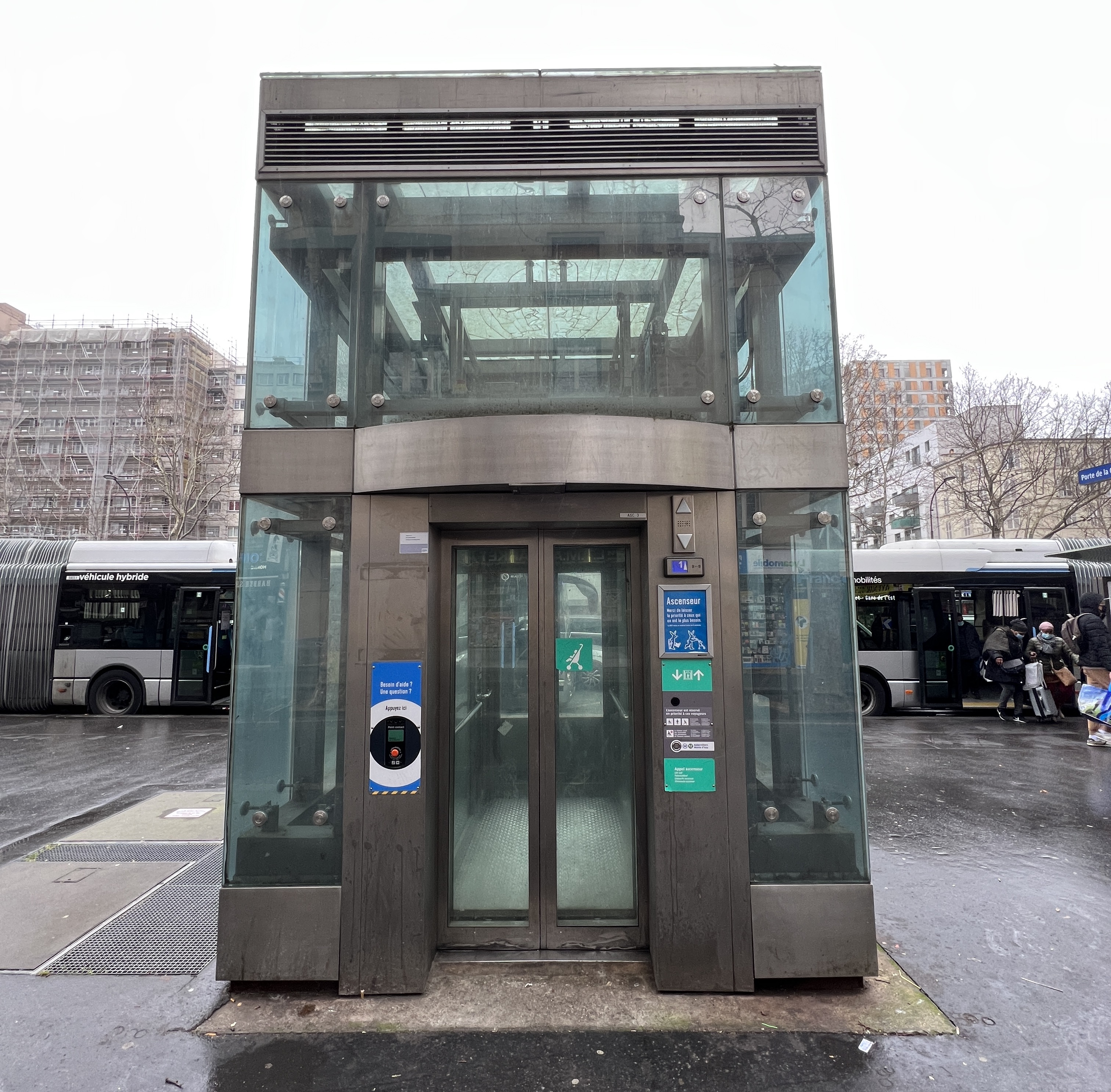
L'acscenseur rattaché à l'accès no 3.
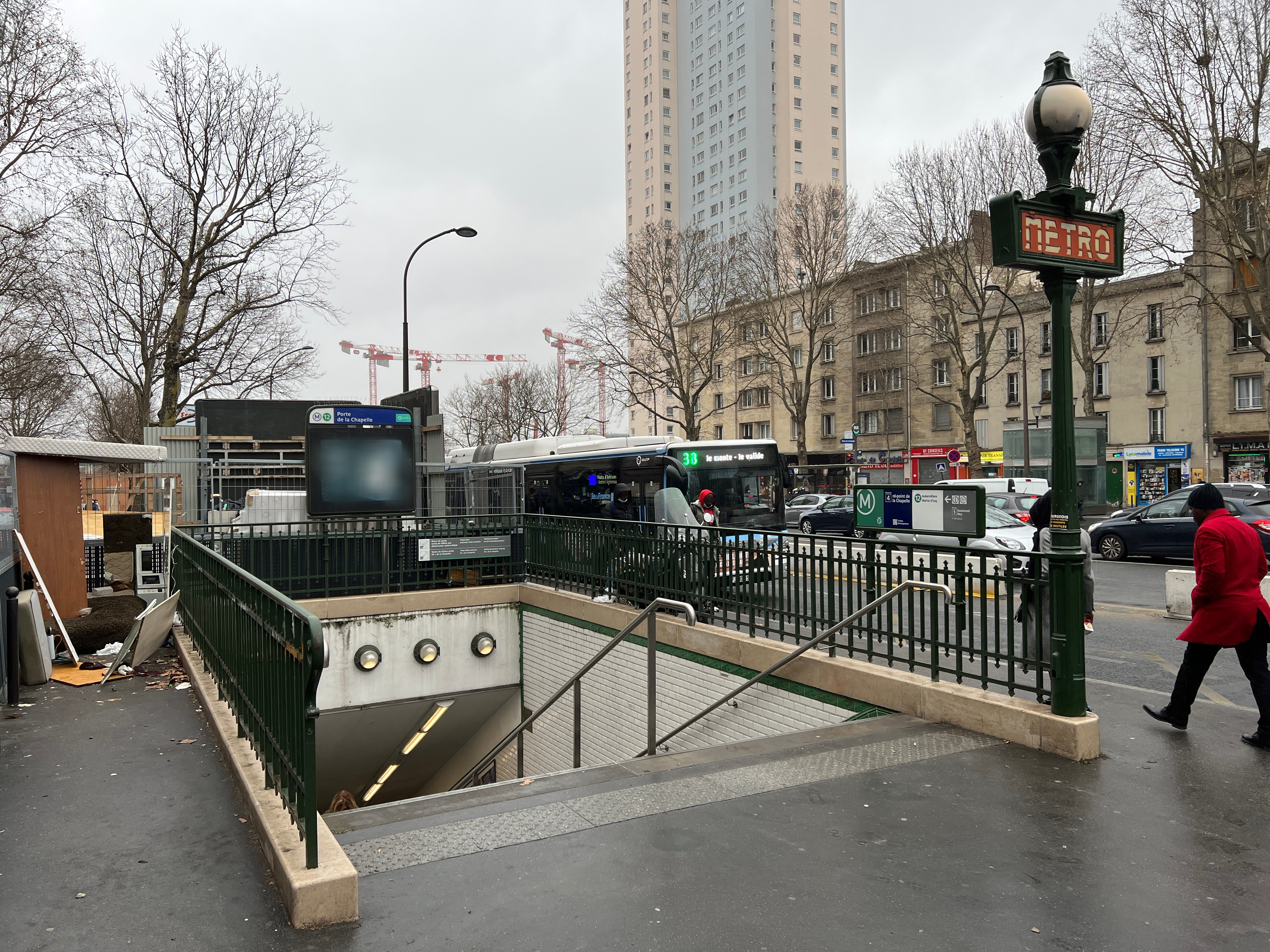
L'accès no 4, « Rond-Point de la Chapelle ».

### Quais
Porte de la Chapelle est une station de configuration particulière pour le métro de Paris : elle possède un quai central, d'une longueur conventionnelle de 75 mètres, bordé par les voies du métro qui longent les piédroits et la voûte est elliptique. La largeur inhabituelle du quai résulte de la suppression d'une troisième voie centrale (dite voie Z) en 2024, laquelle divisait ce même quai en deux selon une disposition que l'on retrouve toujours aux stations La Courneuve - 8 Mai 1945 (ligne 7), Maisons-Alfort - Les Juilliottes (ligne 8), Créteil - L'Échat (ligne 8) et Porte d'Auteuil (ligne 10), du fait l'ancien statut de terminus de la station. Depuis la mise en service du prolongement de la ligne 12 jusqu'à Front populaire en décembre 2012, la circulation des rames s'effectue sur les voies latérales, tandis que l'ancienne voie centrale servait de position de garage jusqu'à sa neutralisation en août 2023, préalablement à sa suppression définitive dans le cadre de la mise en accessibilité de la station pour les personnes à mobilité réduite. Les anciennes entrées des tunnels entre les escaliers d'accès et de sortie, dorénavant fermées par des grilles, témoignent de l'existence passée de cette voie disparue.
La décoration en céramique est celle d'origine de l'ancien réseau Nord-Sud, ici de couleur verte comme il en est d'usage dans les terminus ainsi qu'aux stations de correspondance, selon les codes graphiques de l'ex-compagnie précitée. Cette teinte s'applique aux cadres publicitaires et aux entourages du nom de la station avec motifs végétaux et lettres « NS » entrelacées, ainsi qu'aux dessins géométriques sur les piédroits et la voûte. Le nom de la station est inscrit en faïence blanche sur fond bleu, de petite taille au-dessus des cadres publicitaires (où seul le toponyme de La Chapelle est repris par manque d'espace) et de très grande taille entre ces cadres. Ces derniers étaient décorés de photographies de la ligne 12 à la manière de cartes postales en lieu et place des réclames publicitaires habituelles, jusqu'en 2024 où elles ont été remplacées par des affiches sur fond rose clair mettant les Jeux olympiques d'été de 2024 à l'honneur. Les ornements en faïence verte sont mariés avec les carreaux en céramique blancs biseautés qui recouvrent les piédroits et la voûte. Le quai est dépourvu de sièges et l'éclairage est assuré par des tubes indépendants, suspendus à la voûte.
La station est avec Solférino une des deux seules de la ligne 12 à avoir conservé son style « Nord-Sud » originel sur ses quais, sans jamais avoir fait l'objet d'une rénovation ultérieure contrairement aux autres stations de cet ancien réseau.

Quai de la station
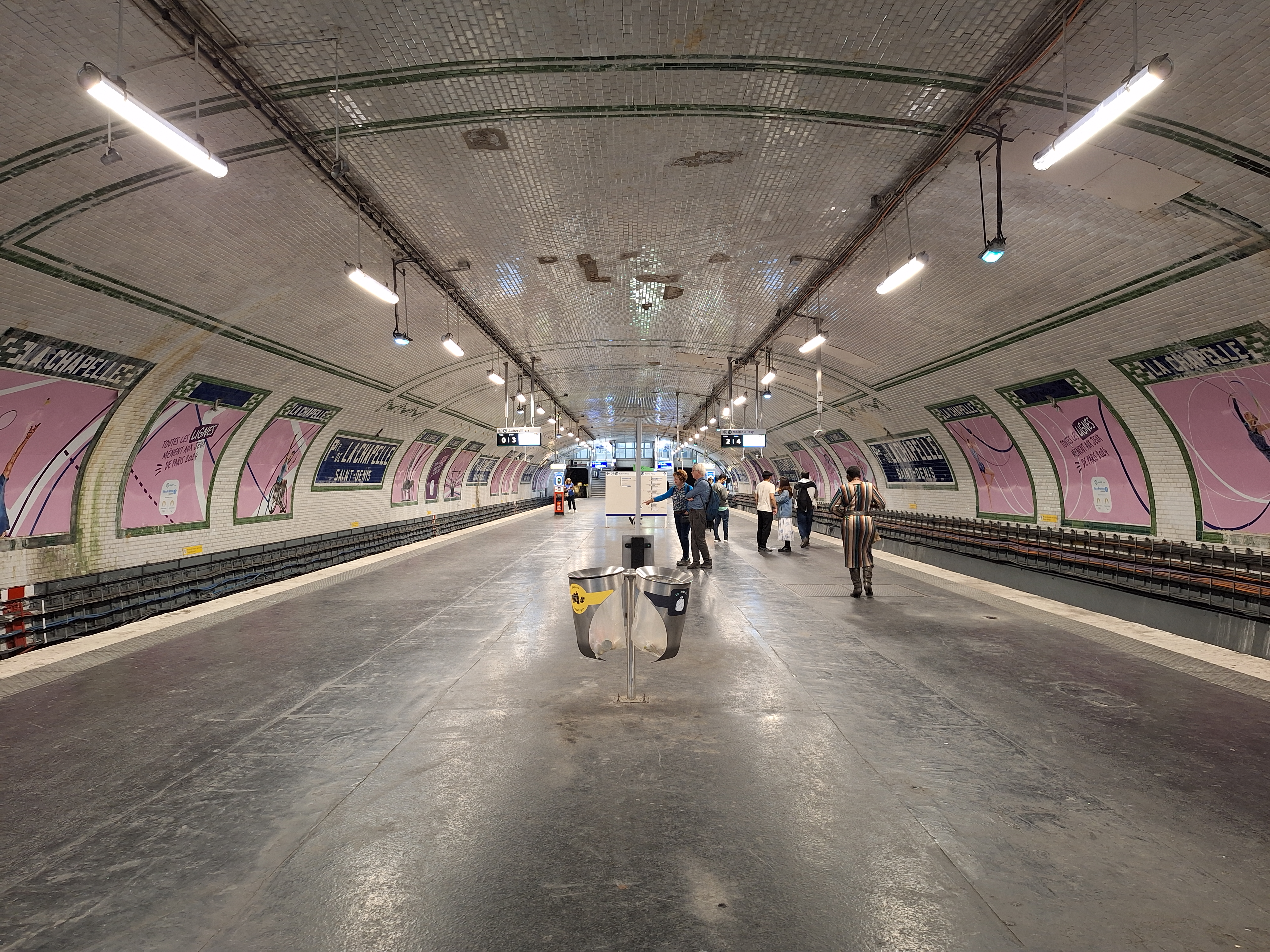
L'unique quai vu en direction de Mairie d'Issy.
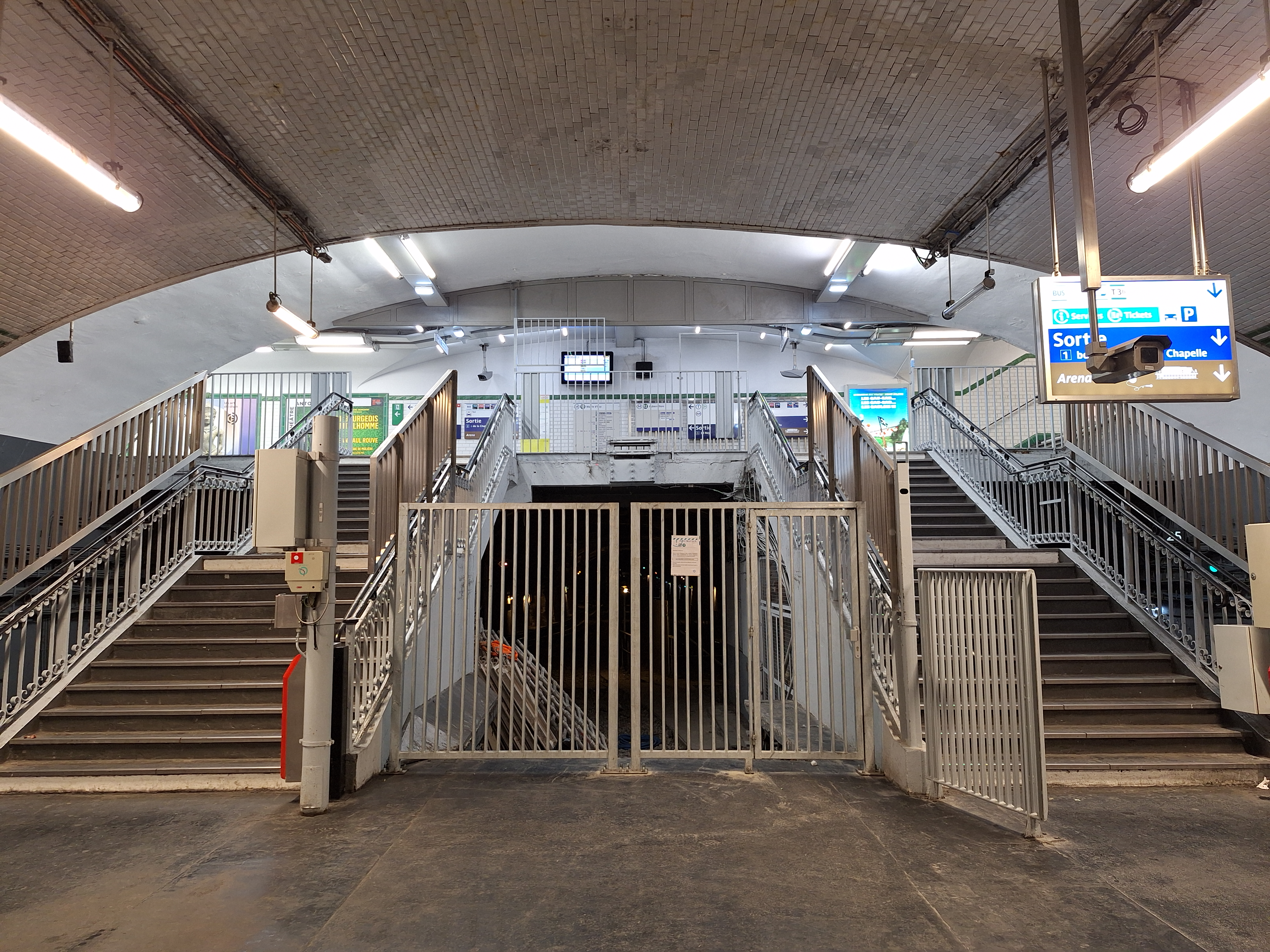
L'extrémité nord du quai, vers Mairie d'Aubervilliers.
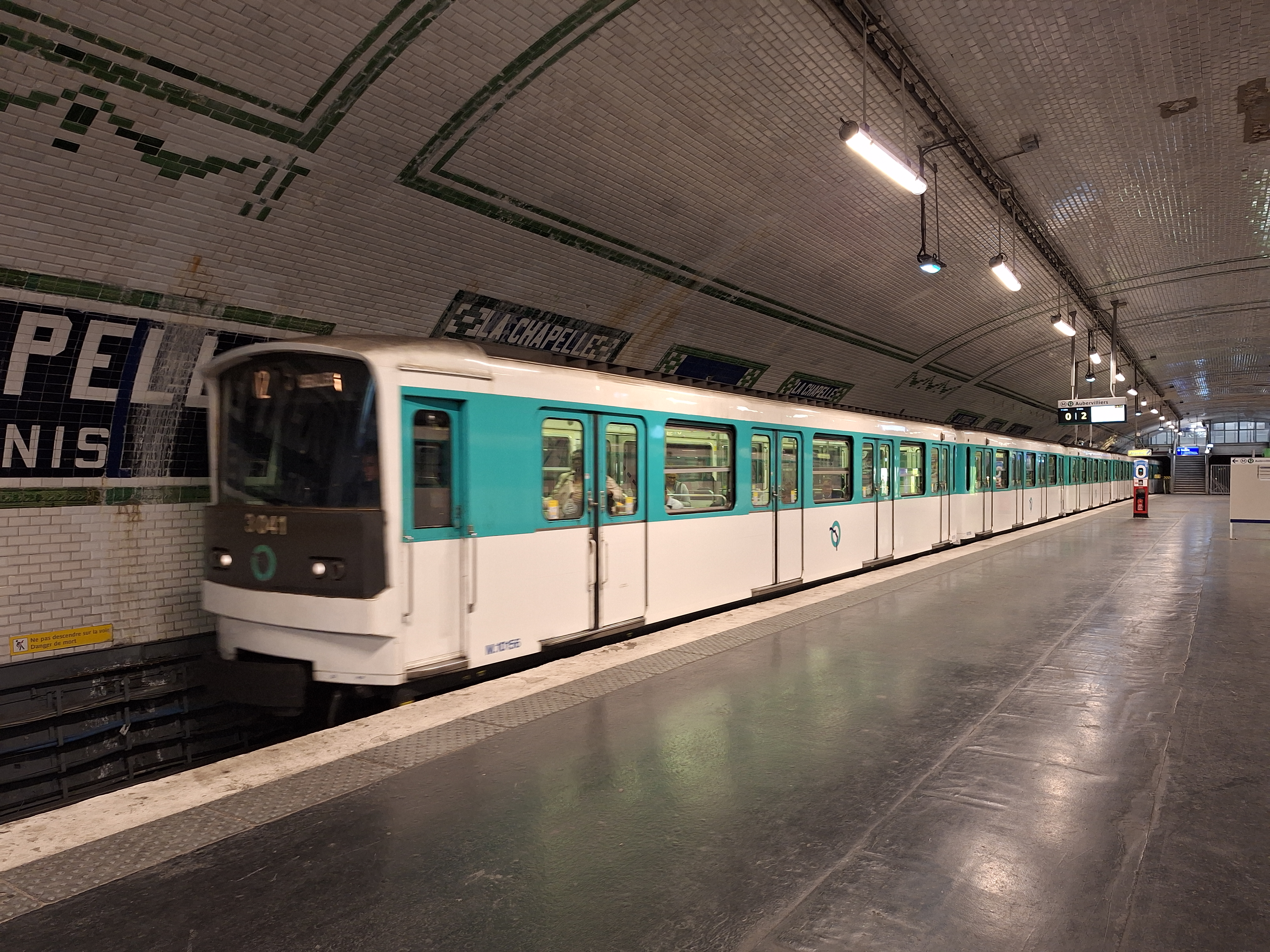
Arrivée d'une rame MF 67 pour Mairie d'Aubervilliers.
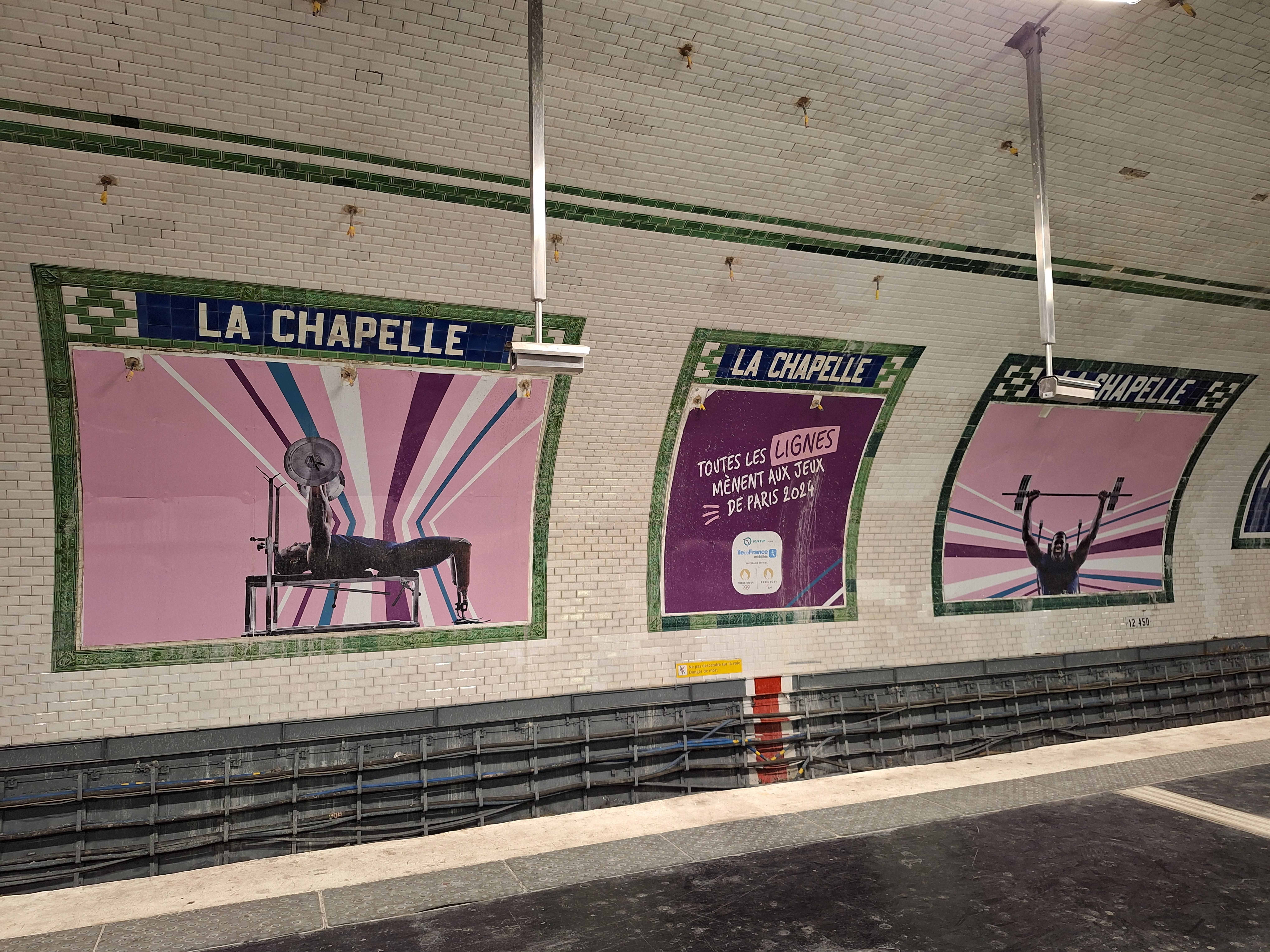
Affiches dédiées aux Jeux olympiques d'été de 2024.
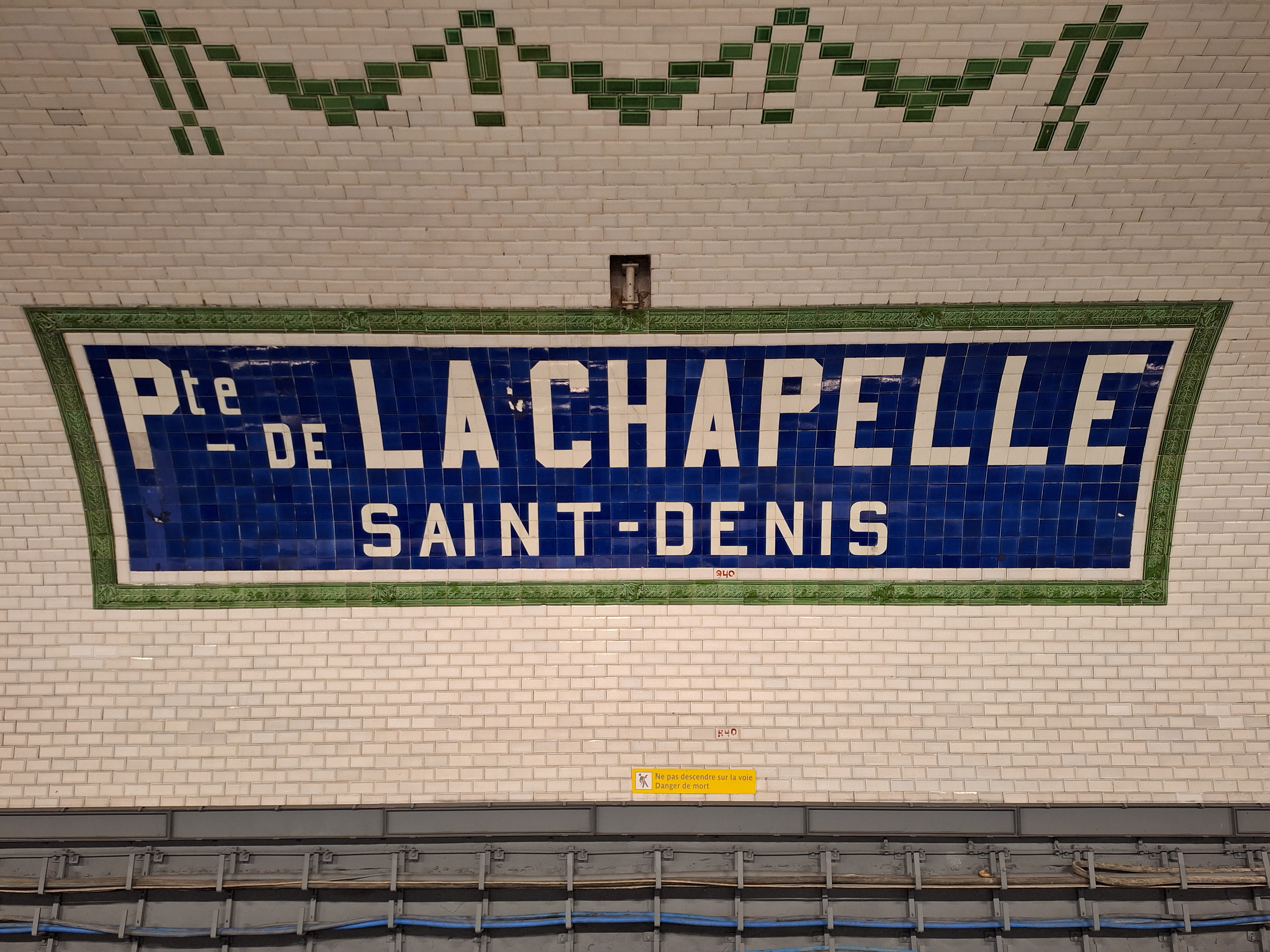
Faïence murale incorporant le nom de la station.

### Intermodalité

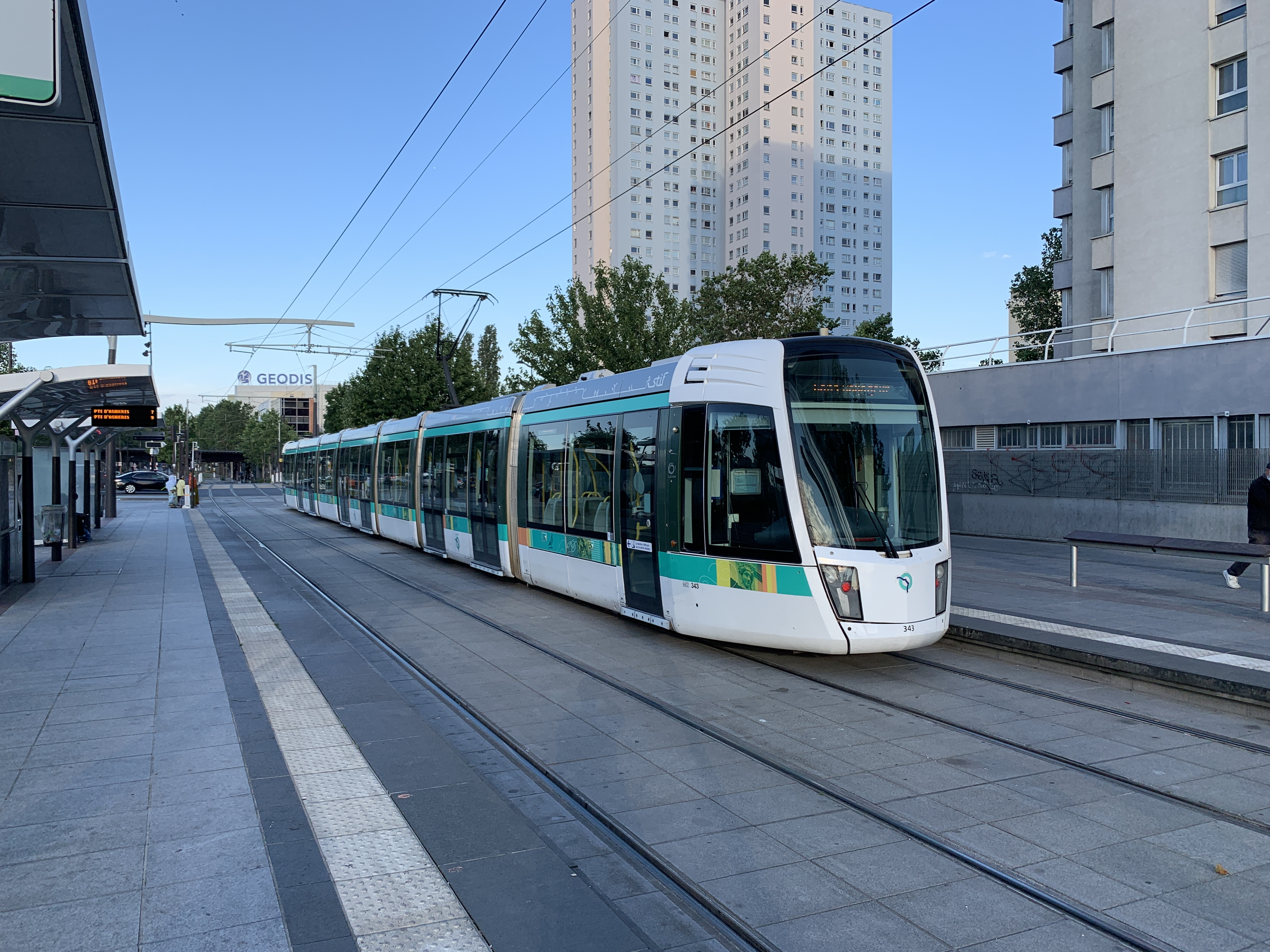
La station Porte de la Chapelle du tramway T3b, en 2021.

La station est desservie par les lignes 38, 153, 252, 302, 350 ainsi que La Traverse Ney-Flandre (519) du réseau de bus RATP, et la nuit, par les lignes N43, N143 et N147 du réseau de bus Noctilien.
Depuis le 15 décembre 2012, elle est également en correspondance avec la ligne 3b du tramway, inaugurée le jour même, dont elle constituait le terminus depuis Porte de Vincennes jusqu'au 24 novembre 2018, date à laquelle la ligne précitée a été prolongée une première fois jusqu'à la porte d'Asnières. La station du tramway se trouve à proximité de l'ancienne gare de La Chapelle-Saint-Denis, sur la ligne de Petite Ceinture qui, jusqu'à sa fermeture au trafic de voyageurs le 23 juillet 1934, offrait elle aussi une connexion avec la station de métro ainsi qu'avec l'ancienne gare de Nord-Ceinture (aujourd'hui disparue), sur la ligne de Paris-Nord à Lille.

## À proximité
- Porte de la Chapelle (point de départ de l'autoroute A1 vers le nord de la France)
- Tour La Sablière
- Tour Super Chapelle
- Chapelle international
- Square du 21-Avril-1944
- ZAC Gare-des-Mines-Fillettes
- Arena Porte de la Chapelle
- Campus Condorcet (site de la porte de la Chapelle)
- Échangeur de la porte de la Chapelle
- Square Raymond-Queneau
- Parc Chapelle-Charbon
- Jardin Rachmaninov
- Tour Boucry
- Piscine Hébert
- Square Paul-Robin
- Cimetière parisien de La Chapelle
- Église Saint-Pierre-Saint-Paul
- Croix de l'Évangile (à distance)
- Jardin Anaïs-Nin (à distance)
- Square Claude-Bernard (à distance)
- Jardin Cesária-Évora (à distance)

À l'été 2025, les dix statues de femmes présentées lors de la cérémonie d'ouverture des Jeux olympiques l'année précédente (l'avocate et féministe Gisèle Halimi, la philosophe et poétesse Christine de Pizan, l’exploratrice Jeanne Barret, la révolutionnaire Olympe de Gouges, l’anarchiste Louise Michel, la réalisatrice Alice Guy, la cadre sportive Alice Milliat, l’écrivaine Paulette Nardal, la philosophe Simone de Beauvoir et la femme politique Simone Veil) sont installées dans la rue de la Chapelle, à proximité de la station de métro.